# Injetor de jato

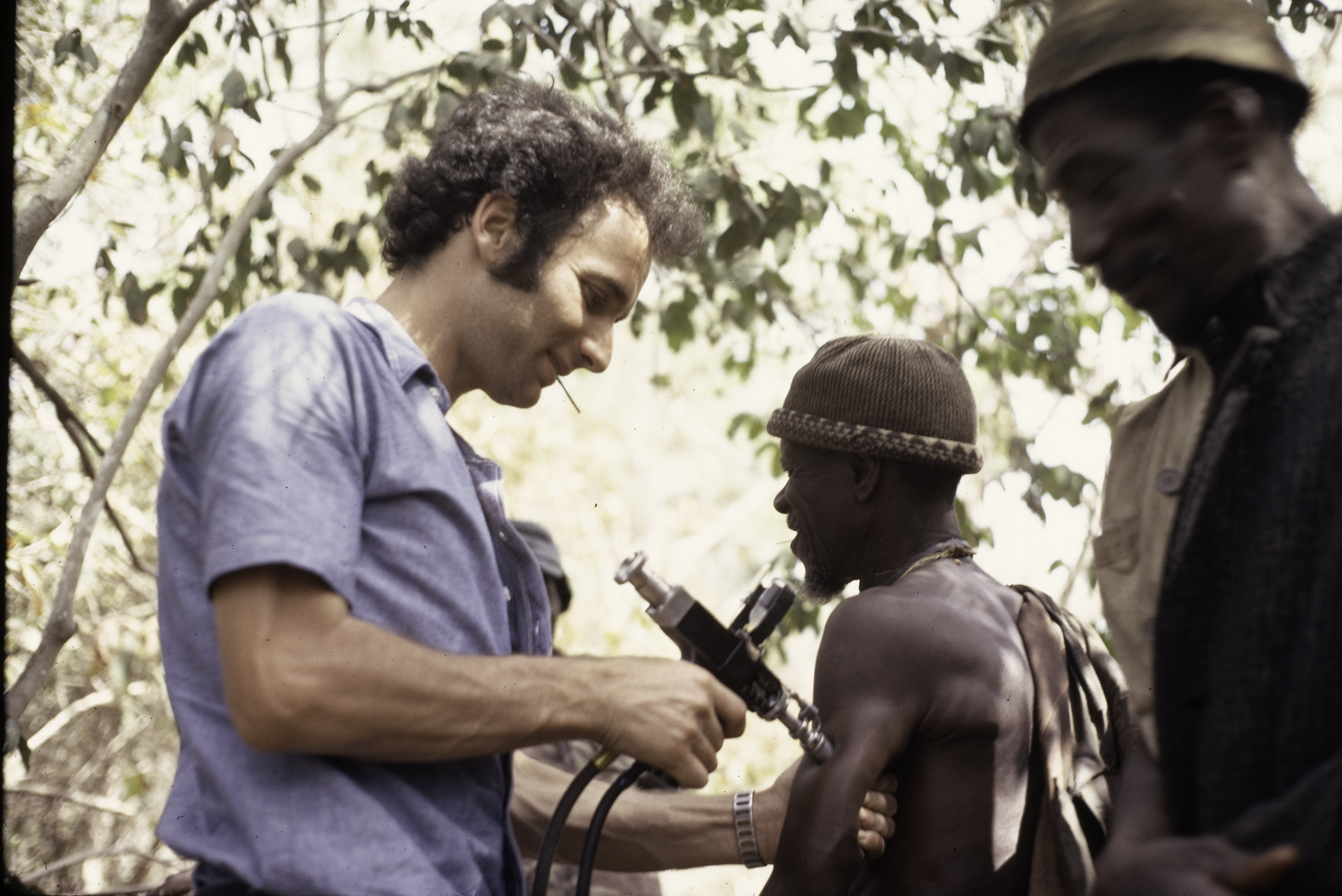
Um exemplo de injetor de jato, usado em vacinações

Um injetor de jato é um tipo de dispositivo de seringa de injeção médica usado para um método de administração de drogas conhecido como injeção de jato, no qual um fluxo de líquido estreito e de alta pressão penetra na camada mais externa da pele (estrato córneo) para fornecer a medicação ao alvo. Tecidos subjacentes da epiderme ou derme (injeção "cutânea", também conhecida como injeção "intradérmica" clássica), gordura (injeção "subcutânea") ou músculo (injeção "intramuscular").
A corrente de jato geralmente é criada pela pressão de um pistão em uma câmara fechada cheia de líquido. O pistão geralmente é empurrado pela liberação de uma mola de metal comprimida, embora dispositivos de investigação possam usar efeitos piezoelétricos e outras novas tecnologias para pressurizar o líquido na câmara. As molas dos dispositivos atualmente comercializados e históricos podem ser comprimidas pela força muscular do operador, fluido hidráulico, motores a bateria embutidos, ar comprimido ou gás e outros meios. Dispositivos movidos a gás e acionados hidraulicamente podem envolver mangueiras que transportam gás comprimido ou fluido hidráulico de cilindros separados de gás, bombas de ar elétricas, bombas de pedal ou outros componentes para reduzir o tamanho e o peso da parte portátil do sistema e permitir métodos mais rápidos e menos cansativos para realizar vacinações consecutivas.
Injetores a jato foram usados para vacinação em massa e como alternativa às seringas de agulha para diabéticos injetarem insulina. No entanto, a Organização Mundial da Saúde não recomenda mais injetores a jato para vacinação devido aos riscos de transmissão da doença. Dispositivos parecidos são usados em outras indústrias para injetar graxa ou outro fluido.
O termo "hipospray", embora mais conhecido dentro da ficção científica, origina-se de um injetor de jato real conhecido como Hypospray e tem sido citado em vários artigos científicos.